# 斯波義銀

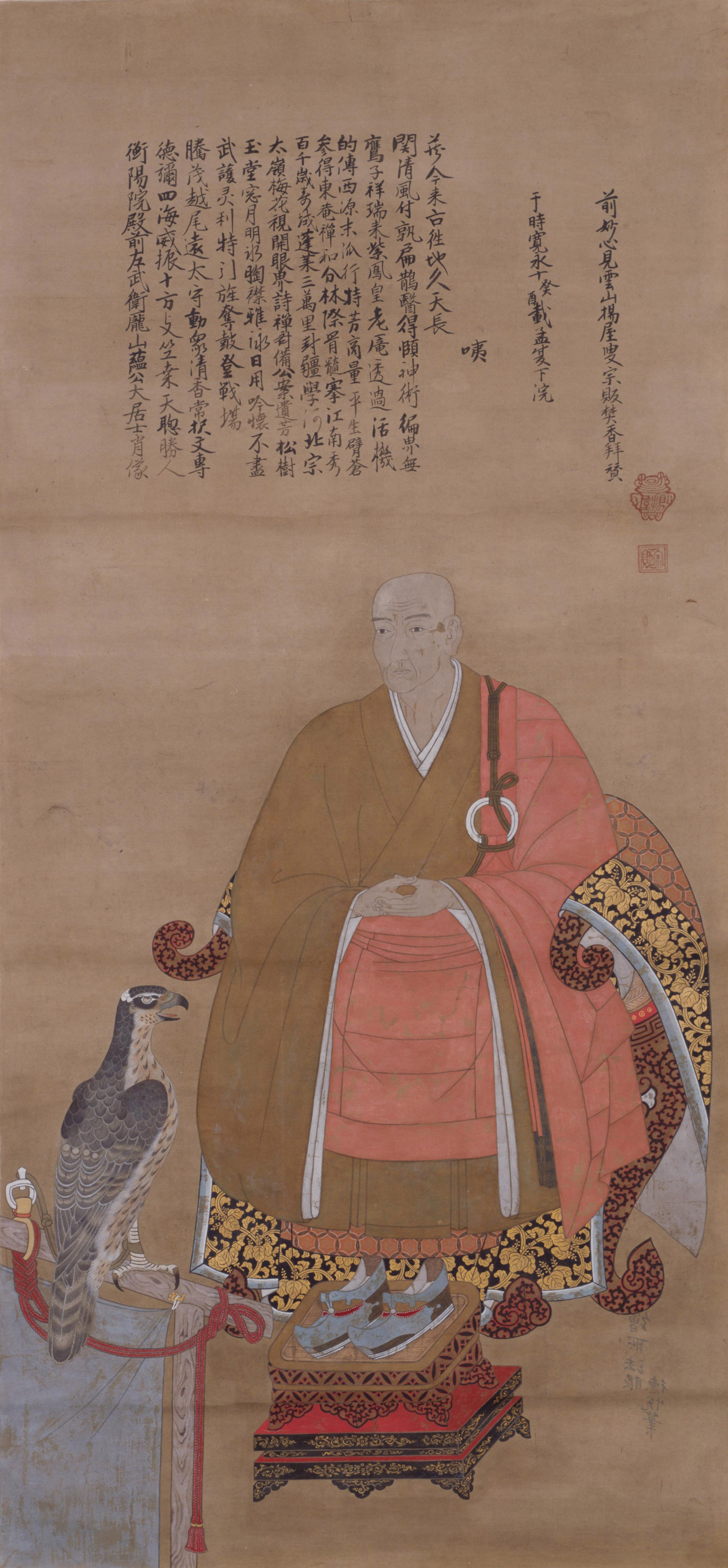
斯波义银

斯波義銀（1540年－1600年9月23日）是日本戰國時代至安土桃山時代武將。本姓源氏。
斯波氏（武衛家）第15代和末代當主。尾張守護斯波義統嫡男。弟弟是毛利秀賴（有異説）、津川義冬。幼名是岩龍丸。服從織田信長後，忌諱被稱為尾張守護的斯波氏的姓氏而改名為津川義近。入道後號三松軒。生有四男二女。次男津川近利、三男津川辰珍、四男津川近治（別名是親行）、長女嫁給信長的外甥織田信重。
此外在「武衛系圖」中是第24代當主，但是家系圖漏了義銀父親及祖父，因此正確是第26代。

## 自身
尾張守護。斯波氏宗家的當主代代都是擔任左兵衛督還有左兵衛佐，因此以兵衛府的唐名武衛家為稱呼，義銀在義統任守護時期是若武衛，在義統死後被稱為武衛。

## 生平

### 尾張守護時期
父親義統雖然是尾張守護，但是沒有實權，而是支配著尾張下四郡的守護代織田信友的傀儡，但是在天文23年（1554年）當義銀率領家臣前去狩獵之際，父親義統被信友和信友的家臣‧尾張小守護代坂井大膳殺害。知道此事的義銀馬上請求信長討伐信友。但是隨著尾張守護代信友被消滅，比起信友更加利用斯波家為傀儡的信長得勢。
此後義銀受到信長的庇護，一時間信長為了轉移内部和外間的視線而定下計劃，奉義銀為守護來企圖與三河的吉良氏、駿河的今川氏等、以及守護足利將軍家一門的同士立下盟約等，義銀以信長的傀儡身份而繼續被利用著。
締結這個同盟時，義銀與吉良氏的吉良義昭會談，但是雙方都以自己是足利一門最高的身份而爭奪席次。根據『信長公記』記載，為了締結同盟，斯波・吉良兩家的軍勢到達約定的地點上野原，雙方以一町之隔的距離設置了很多人戒備。現場的一方是吉良義昭，另一方是義銀，彼此都在陣前設置床几，但是兩人一歩都沒有動過。事實上為了爭取面談的席次而發生爭執，因為雙方互不相讓，面談只是互相在十歩的距離前見面，連見面禮都沒有就完結了。

### 被流放
但是，當初與吉良氏爭奪席次的義銀為了搶回斯波氏的權勢而與吉良氏計劃將信長趕走，義銀與在尾張建立御座所的斯波氏一門石橋氏、吉良義昭、今川義元、河内的服部友貞串通，把今川氏的軍勢從海上引入尾張。但是此事被信長知道，結果義銀被趕出尾張，大名斯波武衛家自此滅亡。後來信長上洛後，武衛家的京屋敷就用作為將軍足利義昭的居城。

### 後半生
後來在河内國的畠山高政保護下，洗禮信奉基督教。之後與信長和解，此際改名為津川義近。其中一個女兒嫁給信長的弟弟織田信包的長男，深化與織田家的關係，在織田政權下受到織田家親族中貴族的待遇。
在本能寺之變之後，因為弟弟津川義冬是信長兒子織田信雄的家老，於是向他投靠，義冬被信雄殺害後，在小牧、長久手之戰中守在義冬的居城松島城，降於豐臣秀吉並成為秀吉的家臣。
在秀吉政權下與足利義昭和山名豐國一同成為御伽眾，當初在外交方面活躍，為處理東北的斯波家（大崎氏、最上氏等）當主和伊達政宗等大名折衝。但是在小田原之役後，他希望赦免後北條氏的北條氏直而惹怒了秀吉並失勢。後來被赦免，但沒有回復原有的政治影響力。天正17年（1589年）3月，與細川信良和尾藤知信一同被捲入在聚樂第發生的塗污書物事件而一時間被捕縛。慶長5年（1600年）逝世。法名是衛陽院殿龐山蘊公大居士。在萬治元年（1658年）時於妙心寺大嶺院有他的位牌和臂鷹畫像。

## 逸話
沒落後的義銀仍然以足利一門中第一家門的當主而為人所知。在天正年間，德川家康和山名禪高一同前往義銀的屋敷探訪之際，禪高向義銀的對答顯露出過於慇懃的態度，後來禪高被家康以「義銀是管領家所生，充其量只是足利家的分家而已。你（禪高）是新田家的嫡流，而且在不久前不是治理數國的太守嗎？為什麼對著足利家的分家的你要如此卑躬屈膝呢」的說話來表示不滿(家康自稱新田氏的分家)。

## 子孫
長男大藏早死（法名是法性院殿覺山元了大居士）。次男津川近利仕於德川家康、秀忠並成為幕臣。三男津川辰珍仕於細川氏而成為豐前國小倉藩藩士，並跟隨細川氏移封至熊本藩。從文書中寫著、和。兩者的子孫以熊本藩士的身份存續。
還有娶織田有樂齋的女兒的末子津川親行仕於豐臣秀賴，於大坂之陣中戰死。
雖然在「武衛系圖」中沒有記載，但是加賀藩士人持組津田氏的祖先‧大聖寺城城代津田義忠（津田正勝）是斯波義近（即是義銀）的兒子。津田家受1萬石而在加賀藩擔任家老一職並代代相存，在明治被授予男爵而被列為華族。此際從津田姓改回斯波姓並向政府出仕。